# Даґ
Даґ або Даґр (давньосканд. «день») — в скандинавській міфології один з асів; персоніфікація дня; син Деллінґа і Нотт, богині ночі.

## Згадки
З'являється у «Старшій Едді», складеній у 13 столітті, та «Молодшій Едді», написаній у 13 столітті Сноррі Стурлусоном. В обох джерелах Даґ заявляється як син бога Деллінґа й асоціюється з конем Скінфаксі. 
«Молодша Едда» зазначає, що Даґ є сином Деллінґа та Нотт. В інших творах Даґ показаний як звичайний поширений іменник, що просто означає «день». 
Запропоновано зв’язок між Даґом та іншими особами, що мають подібну назву в германській міфології. 

### Старша Едда

#### «Бесіда з Вафтрудніром»
Даґ згадується в строфах 11, 12 і 25 поеми «Бесіда з Вафтрудніром». У строфі 24 бог Одін (замаскований під Ґанґрада) запитує йотуна Вафтрудніра, звідки приходить день, і ніч, і її припливи.
Строфа 11
| Вафтруднір мовив: "Скажи мені, Гаґнрад, якщо вже стояти волієш і мудрістю мірятись, як зветься кінь, що возить на спині день для людей?" |

Строфа 12
| Одін промовив: "Скінфаксі зветься, він ясную днину людям везе; найкращим конем із гривою світлою вважається він у хрейдготів". |

Строфа 24
| Одін промовив: "Скажи тепер втретє, як розум тобі допоможе, і ти, Вафтрудніре, тямущий, від кого походить день над людьми і з мороком ніч?" |

Строфа 25
| Вафтруднір мовив: "Деллінгом зветься, хто день породив, а Ньор - батько ночі; повню й безмісячну ніч боги створили, щоб міряти час". |

#### «Промови Сігрдріви»
Також даний персонаж згадується у «Промовах Сігрдріви». За історією, Сігурд в'їхав на Хіндарфьялль і попрямував на південь до Фраккланду. Гора, яку він побачив, яскраво сяяла від палаючого полум'я, заграва сягала небес. Він дістався туди. Там стояла загорожа зі щитів, а нагорі майорів стяг. Сігурд увійшов до загорожі й побачив, що там лежить чоловік, що спить серед своєї зброї. Він зняв шолома з його голови. Тоді побачив він, що то жінка. Сігурд сів поруч і спитав її ім'я. Вона взяла ріг, повний меду, і дала йому трунок пам'яті. 
Строфа 3: 
| Вона мовила: "Слався, день! Славтеся, дня сини! Славтеся, ніч із дочками! Незлими очима гляньте на нас і перемогу даруйте! |

Цей вірш містить рядок про синів Даґа та "родичку-жінку" ("племінницю" чи "дочку") Нотт.

### Молодша Едда

#### Видіння Ґюльві
Строфа 10: 
| Ньорві чи Нарві звался велетень, що жив у Йотунгеймі. Була в нього донька, від народження чорна та сутінкова, на ім'я Ніч. Чоловіком її була людина на ім'я Нагльфарі, а сина їх звали Ауд. Потім був її чоловіком Анар, донька їх звалась Землею. А останнім чоловіком був Деллінґ з роду асів. Сина їх звали День... |

#### Мова поезії
Строфа 80: 
| ...Було в Хальвдана з дружиною і дев'ять інших дітей. Їх звали Хільдір, від нього пішли Хільдінги; другого — Невір, від нього пішли Ніфлунги; третього — Ауді, від нього пішли Ейдлінги; четвертого — Інгві, від нього пішли Інґлінґи; п'ятого — Даґ, від нього пішли Деллінґи... |